# Dýšina
Dýšina är en ort i Tjeckien.   Den ligger i regionen Plzeň, i den västra delen av landet, 80 km sydväst om huvudstaden Prag. Dýšina ligger 361 meter över havet och antalet invånare är 1 424.
Terrängen runt Dýšina är platt åt nordväst, men åt sydost är den kuperad. Runt Dýšina är det tätbefolkat, med 411 invånare per kvadratkilometer. Närmaste större samhälle är Plzeň, 8,8 km väster om Dýšina. I omgivningarna runt Dýšina växer i huvudsak blandskog.